# Cérebro de Matrioska
Cérebro de Matriosca ou cérebro de matrioska é uma megaestrutura hipotética proposta por Robert Bradbury, baseada na Esfera de Dyson, um computador de capacidade imensa. É um exemplo de gerador de energia de classe II proposto na Escala de Kardashev, utilizando quase toda a energia luminosa e térmica de uma estrela para fazer funcionar sistemas computacionais. 
Este conceito deriva das bonecas russas matrioscas.
O conceito foi desenvolvido por Bradbury na antologia Year Million: Science at the Far Edge of Knowledgee atraiu o interesse de repórteres do Los Angeles Times e do Wall Street Jornal.

## Conceito
O termo "cérebro de matriosca" foi inventado por Robert Bradbury como uma alternativa ao "Cérebro de Júpiter" — um conceito similar ao cérebro de matriosca, mas otimizada para pequenas escalas planetárias para que se tenha um mínimo atraso na propagação da informação. Um cérebro de matriosca foi desenhado para utilizar o máximo possível de energia extraída de sua fonte primária, uma estrela, enquanto um cérebro de Júpiter é mais otimizado visando velocidade computacional.

## Possibilidades de usos
Algumas possibilidades de uso de uma fonte de imensa capacidade computacional têm sido propostas. Uma ideia sugerida por Charles Stross, em sua novela Accelerando, poderia ser usada para simular perfeitamente mentes humanas em realidade virtual, transferindo mentes humanas para o cérebro de matriosca. Stross ainda sugere que um computador como este seria suficiente poderoso para lançar um ataque e manipular as estruturas do universo em si (espaço e tempo, por exemplo).
Em Godplayers (2005), Damien Broderick assume que um cérebro de matriosca poderia simular diversos universos alternativos.
O futurologista e transumanista Anders Sandberg escreve um ensaio especulando as implicações da computação em massiva escala de máquinas como o cérebro de matriosca, publicado pelo  Institute for Ethics and Emerging Technologies.